# Bataille de Sarrebourg (1914)
Première Guerre mondiale
La bataille de Sarrebourg, en allemand Schlacht bei Saarburg, est l'une des premières grandes batailles de la Première Guerre mondiale lors de sa première phase (la bataille des Frontières). Elle se déroule du 18 au 20 août 1914.
En parallèle de la bataille de Morhange, dans le sud-est de l'actuel département de la Moselle, la bataille de Sarrebourg met aux prises la 1re armée française du général Dubail et la 7e armée allemande. Ces deux batailles se soldent par des échecs français face aux troupes de Rupprecht de Bavière, désormais surnommé le « Vainqueur de Metz ».

## Contexte
Depuis 1871, la ville de Sarrebourg fait partie de l'Empire allemand au sein de l'Alsace-Lorraine.  
Afin de protéger le point de passage vers Strasbourg passant par le col de Saverne, les troupes allemandes se retranchent dès la déclaration de la guerre, et jusqu’à l’aube des combats des 20 et 21 août 1914, sur les contreforts de la vallée de la Sarre au nord et à l’est de Sarrebourg.

## La bataille de Sarrebourg
La principale offensive française dans le sud commence le 14 août 1914, lorsque la 1re armée (commandée par le général Auguste Dubail) avance avec deux corps dans les Vosges et deux corps au nord-est en direction de Sarrebourg, tandis que les deux corps de flanc droit de la 2e armée (général de Castelnau) s'avancent à gauche de la première armée. Un corps et le deuxième groupe de divisions de réserve progressent lentement vers Morhange, comme garde de flanc contre une attaque allemande de Metz. La Première Armée avait pris plusieurs cols plus au sud depuis le 8 août, pour protéger le flanc sud alors que l'armée avançait vers le Donon et Sarrebourg. 
Malgré les avertissements de Joffre, opposé à la séparation des armées, l'armée est obligée d'avancer vers les cols vosgiens au sud-est, vers l'est vers le Donon et au nord-est vers Sarrebourg. Les troupes allemandes se retirent pendant la journée, le Donon est pris et sur le flanc gauche, une avance de 10 à 12 km a été réalisée. Au crépuscule, la 26e division du XIIIe corps attaque Cirey-sur-Vezouze. Elles s'y engagent sous le feu de l'artillerie et des mitrailleuses allemandes qui arrivent à repousser les Français et leur engendrent de nombreuses pertes. Le 15 août, la deuxième armée rapporte que l' artillerie à longue portée allemande  était en mesure de bombarder l'artillerie et l'infanterie françaises sans être dérangée et que l'infanterie allemande avait infligé de nombreuses pertes aux Français lors de leurs attaques. 
La deuxième armée a dû attaquer méthodiquement après la préparation de l'artillerie, mais a réussi à repousser les Allemands. Les rapports de renseignement ont identifié une ligne principale de résistance de la 6e armée allemande et de la 7e armée (réunies sous le commandement du prince héritier Rupprecht de Bavière) proches des troupes françaises avancées et ont perçu qu'une contre-offensive était imminente. Le 16 août, les Allemands s'opposent à l'avancée par des tirs d'artillerie à longue portée et le 17 août tandis que la Première Armée renforce l'avancée sur Sarrebourg. 
Le 19 août, les combats sévissent dans les forêts montagneuses d’Abreschwiller, et dans Sarrebourg et ses environs.

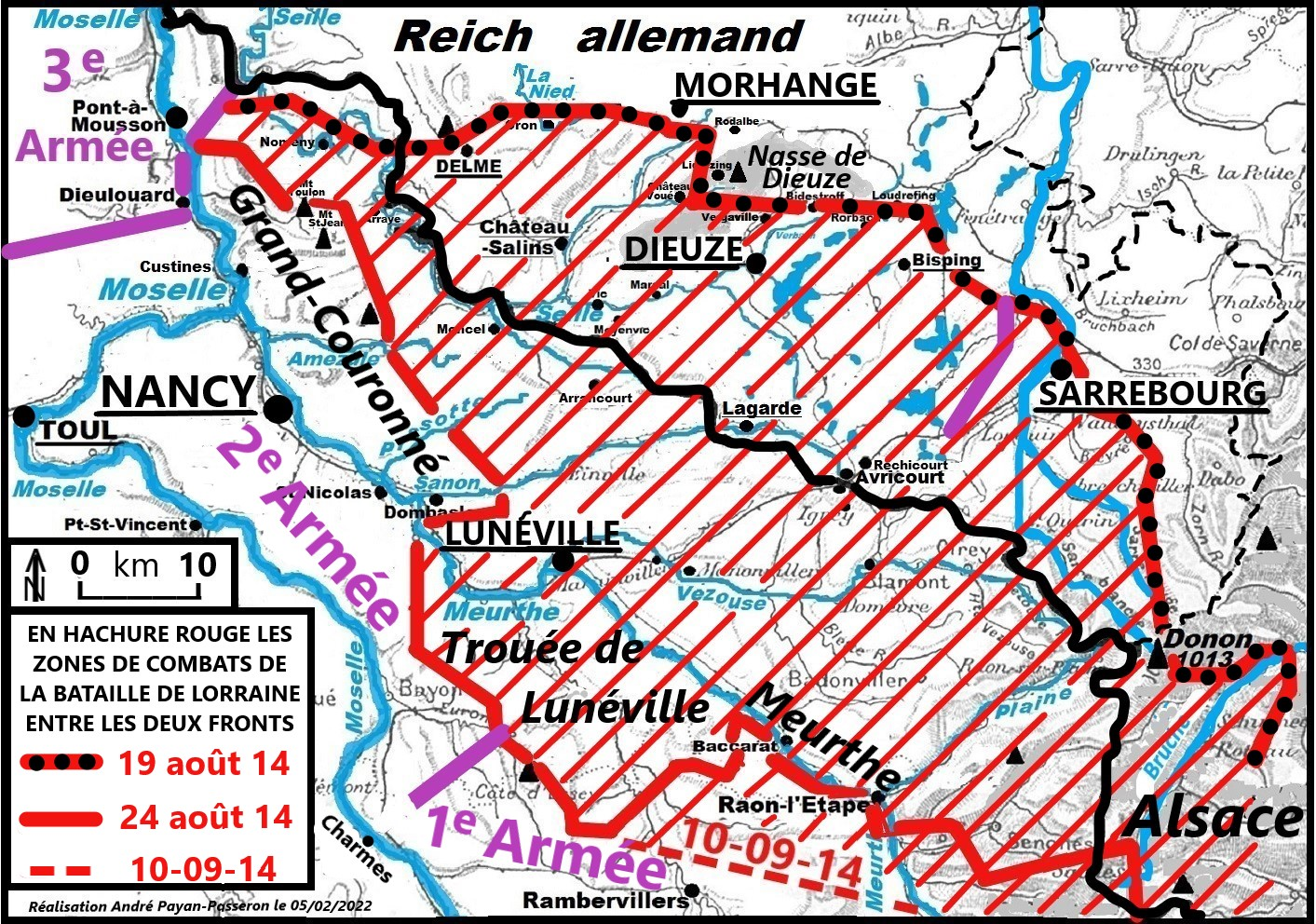
En hachuré rouge les zones de combats en Lorraine du 5 août au 15 septembre 1914.

Le 20 août 1914 vers 14 h, les Allemands franchissent le canal, sur des passerelles de fortune, sous le feu nourri de l'artillerie française et sont repoussés.
Lorsque les Allemands quittent la ville, Joffre ordonne à la deuxième armée de se transporter plus au nord, ce qui a pour effet d'accentuer la divergence au sein des armées françaises qui se retirent du 20 au 23 août.

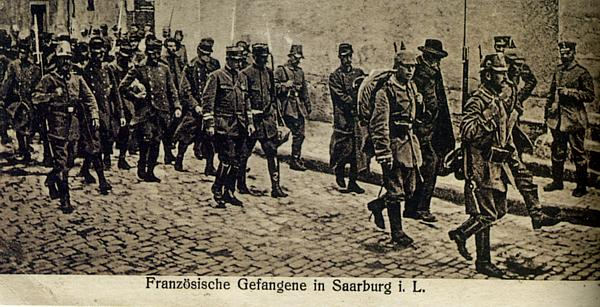
Prisonniers français à Sarrebourg.

Une contre-attaque allemande, le 20 août 1914, force le déroulement de batailles séparées contre les armées françaises, qui ont été vaincues et mises en déroute. La poursuite allemande est lente et Castelnau peut occuper des positions à l'est de Nancy et étendre l'aile droite vers le sud, pour reprendre contact avec la 1re armée. Au cours de la journée du 22 août 1914, le flanc droit est attaqué et repoussé à 25 km de la position où l'offensive avait commencé le 14 août. La première armée se retire, mais parvient à maintenir le contact avec la deuxième armée. Entre le 24 et le 26 août, les deux armées françaises repoussent l'offensive allemande lors de la bataille de la Trouée de Charmes et reprennent la ligne du 14 août au début de septembre 1914.

## Pertes
Les combats du 19 au 21 août 1914 font près de 6 700 tués parmi les soldats français et allemands. Les corps sont ensuite inhumés dans la hâte en partie par la population civile.